# Blenniella chrysospilos
Blenniella chrysospilos là một loài cá biển thuộc chi Blenniella trong họ Cá mào gà. Loài này được mô tả lần đầu tiên vào năm 1857.

## Từ nguyên
Từ định danh chrysospilos được ghép bởi hai âm tiết trong tiếng Hy Lạp cổ đại: khrūsós (χρυσός; “vàng”) và spílos (σπίλος; “vệt đốm”), hàm ý đề cập đến các đốm vàng (thực tế là đỏ) trên đầu và thân của loài cá này.

## Phân bố và môi trường sống
B. chrysospilos có phân bố rộng khắp khu vực Ấn Độ Dương - Thái Bình Dương, từ Đông Phi trải dài về phía đông đến quần đảo Société, ngược lên phía bắc đến Nam Nhật Bản, xa về phía nam đến Úc. Ở Việt Nam, B. chrysospilos được ghi nhận tại cù lao Câu (Bình Thuận).
B. chrysospilos xuất hiện chủ yếu ở đới mặt bằng rạn gần bờ, thường là nơi mà tảo phát triển mạnh, độ sâu đến ít nhất là 6 m.

## Mô tả
Chiều dài chuẩn lớn nhất được ghi nhận ở B. chrysospilos là 13 cm. Cá có màu nâu tanin đến trắng với nhiều đốm đỏ trên đầu và thân, một dãy đốm hình chữ H dọc hai bên lườn.
Số gai vây lưng: 12; Số tia vây lưng: 20–21; Số gai vây hậu môn: 2; Số tia vây hậu môn: 21–22.

## Sinh thái
Thức ăn của B. fuscus là các loài thủy sinh không xương sống nhỏ, vụn hữu cơ và tảo. Chúng sống trong những lỗ nhỏ và chỉ nhô đầu ra ngoài.